# Droit nazi

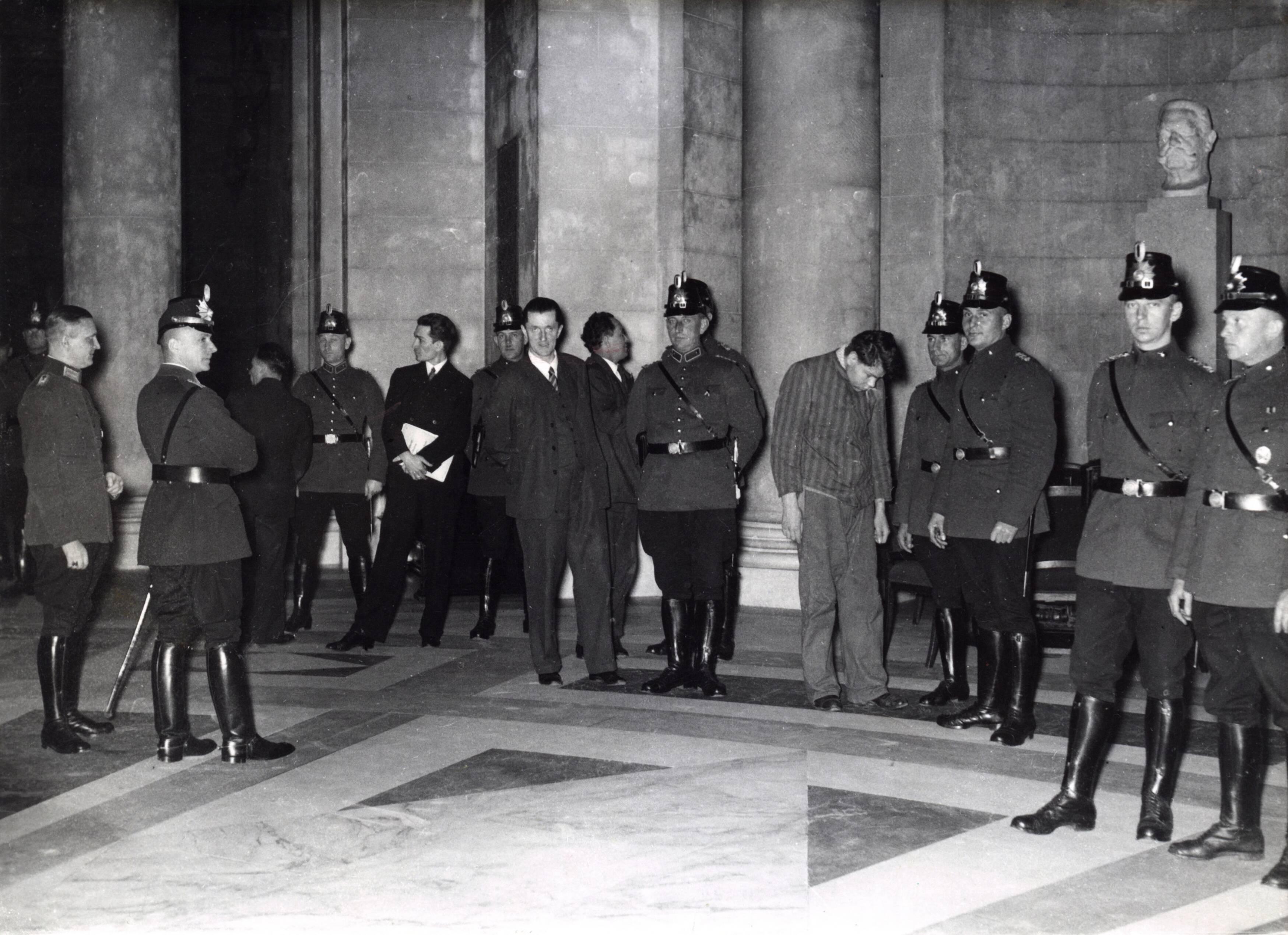
Marinus van der Lubbe lors du procès nazi le plus médiatisé.

Le droit nazi désigne l'ordre juridique du Troisième Reich. Les juges, juristes et administrateurs de ce régime – dont les professionnels juifs furent exclus – ont prétendu s'inspirer d'un ancien droit germanique et œuvrer pour l'avènement du bon sens populaire (de), du droit du peuple (de) et de l'État de droit national-socialiste (de). L'obéissance au chef constitue le socle de cet ordonnancement constitutionnel (de). Après la guerre, il a fait l'objet de la Loi no 1 du Conseil de contrôle allié portant abrogation du droit nazi. Cette phase de l'histoire du droit allemand a donné lieu à d'importants débats philosophiques sur la nature du droit et la nécessité d'y désobéir, notamment autour de la formule de Radbruch.

## Législation

### Persécutant les personnes juives
Les lois de Nuremberg (en allemand : Nürnberger Gesetze, /ˈnʏʁnbɛʁɡɐ ɡəˈzɛt͡sə/ ) sont trois textes adoptés par le Reichstag à l'initiative d'Adolf Hitler, lors d'une session du parlement tenue à Nuremberg à l'occasion du septième congrès annuel du Parti nazi, le 15 septembre 1935 :
Elles sont rédigées, dans la précipitation, sur instruction directe de Hitler et adoptées à l'unanimité par les membres du Reichstag. Les trois lois sont publiées au Reichsgesetzblatt le 16 septembre 1935 et entrent en vigueur le jour de leur promulgation.

### Droit du travail
La loi du 20 janvier 1934 sur l’organisation du travail national (Gesetz zur Ordnung der nationalen Arbeit vom 20. Januar 1934), dite loi d’organisation du travail ou Arbeitsordnungsgesetz (AOG) est une loi adoptée le 20 janvier 1934 par le Gouvernement du Reich dans le cadre de la Gleichschaltung et appliquant le Führerprinzip au monde de l’entreprise : elle nomme les patrons des grandes entreprises allemandes « Führer » de leur firme et interdit la grève.
En cas de conflit entre patrons et ouvriers dans une entreprise de moins de 20 salariés, la loi établit que le conflit devait être réglé par un conseil de confiance (Vertrauensrat), composé de militants nazis élus par les ouvriers de l'entreprise sur une liste dressée par le patron en accord avec la cellule nazie.
Si le désaccord subsistait, elle prévoyait qu’un administrateur du travail (Treuhänder der Arbeit), fonctionnaire gouvernemental, trancherait. Un tribunal d'honneur a été créé auprès de chaque administrateur, qui était habilité à relever les dirigeants d'usine en cas de faute grave ou d'abus de confiance.
Selon la loi, les dirigeants de l'usine possédaient une autorité absolue, et les employés devaient se soumettre sans poser de questions. Elle limitait considérablement la capacité et la possibilité de se plaindre et éliminait le droit des travailleurs à participer à la prise de décision.
Les relations du travail doivent être réglées autant que possible au sein même de l'entreprise qui rencontrera, pendant une période assez longue de transition, des difficultés aussi bien d'ordre personnel qu'économique et social. On a alors donné au commissaire du travail des moyens de régler les conditions du travail.
La loi a été signée par Adolf Hitler (chancelier du Reich), Franz Seldte (ministre du Travail du Reich), Dr Kurt Schmitt (ministre de l'Économie du Reich), Dr Franz Gürtner (ministre de la Justice du Reich), Johann Ludwig Graf Schwerin von Krosigk (ministre des Finances du Reich) et Wilhelm Frick (ministre de l'Intérieur du Reich). 

### Agricole
Voir Reichserbhofgesetz (de).

### Électoral
Voir Droit électoral nazi (de).

## Justice

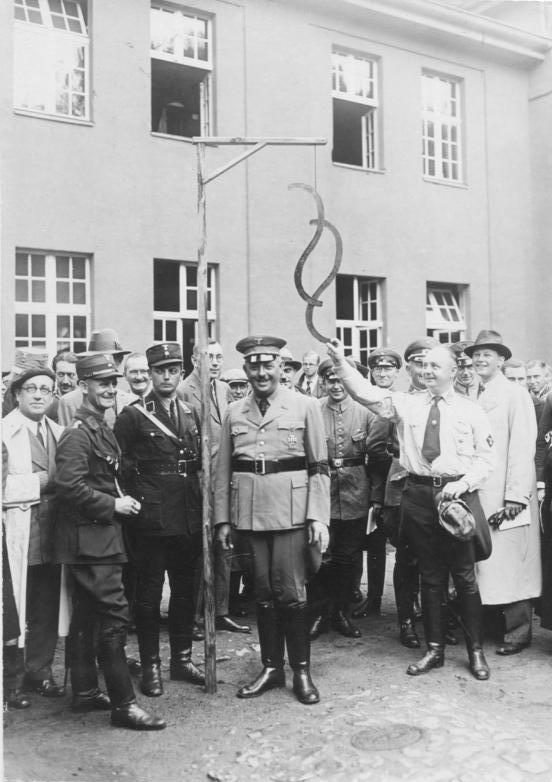
Plusieurs officiers du gouvernement nazi en visite dans un camp de formation de juges et de juristes.

### Eugénique
Voir Erbgesundheitsgericht (de).

### Martiale
Durant la période du national-socialisme les dirigeants du troisième Reich réintroduisirent la juridiction militaire (abolie en 1920) à partir du 1er janvier 1934. Cette Juridiction martiale nazie (de) jugeait les soldats et les fonctionnaires de la Reichswehr (nommée Wehrmacht à partir de 1935), et après le début de la Seconde Guerre mondiale, également les Prisonniers de guerre et toutes les personnes dans la zone d'opération des troupes allemandes. Le Tribunal de guerre du Reich, en tant qu'instance suprême de la justice de la Wehrmacht, était à partir de 1936 le tribunal directement compétent pour les cas de haute trahison.

## Administration

### Ministère
Le ministère de la Justice du Reich (Reichsministerium der Justiz en allemand) était un ministère du Reich allemand de 1919 à 1945. Ce ministère succéda à l'office de la Justice du Reich (Reichsjustizamt), et fut remplacé en 1949 par le ministère fédéral de la Justice (Bundesministerium der Justiz) en République fédérale d'Allemagne et par le ministère de la Justice de la RDA (Justizministerium der Deutschen Demokratischen Republik) en République démocratique allemande.

### Police
Voir Police nazie (en).

#### SS
Voir Système judiciaire de la SS (en).

## Recherche et enseignement
Appel
Auftrag
Mission
Boden
Sol, un des termes de la formule Blut und Boden
Bodenlosigkeit
Absence de sol, servait à stigmatiser les gens juifs
Bodenständigkeit
Enracinement dans le sol, une valeur fondamentale du droit nazi
Eigentlichkeit
Manière propre d'exister, une valeur à défendre
Entrassung
Déracification, un danger qui pèserait sur le territoire allemand de ne plus appartenir à la race aryenne à cause de l'immigration
Entscheidung
Décision
Gemeinschaft
Communauté
Heimatlosikeit
Absence de patrie, servait à stigmatiser les gens juifs
Historisch
Historique, un adjectif systématiquement utilisé pour qualifier les actions du régime
Schutzhaft
Rétention de protection, une forme de « répression préventive »
Stammeswesen
Essence de la souche
Total
Total, adjectif systématiquement utilisé pour qualifier les politiques de l'État (éducation totale, extermination totale)
Trennungsdenken
Pensée séparatrice, une corruption de la véritable pensée holistique germanique
Verjudung
Enjuivement, compris comme une corruption du véritable droit germanique à rétablir
Volksempfinden (gesund) (de)
Bon sens populaire, servait à fonder une condamnation lorsqu'aucune peine n'était prévue par la loi
Volksgemeinschaft
Communauté du peuple
Zivilisationsjude
Juif civilisé, utilisé pour stigmatiser les gens juifs dont la dimension humaine ne serait qu'un « masque » artificiel
Les facultés du droit ont abrité des groupes de recherche tels que l'école de Kiel (de) ou l'Académie du droit allemand.

### Académie du droit allemand
L'Académie du droit allemand est, de 1933 à 1945, l'office scientifique responsable de la refonte nazie du système juridique allemand, et l'instrument de la mise au pas de la société sous le Troisième Reich.

## Postérité
Le droit nazi a été travaillé de manière très intense par les différentes politiques de dénazification, mais il a aussi continué à exister et à contribuer au fonctionnement des tribunaux et des administrations de l'après-guerre,.

### Ruptures

#### Annulations
Voir Loi no 1 du Conseil de contrôle allié portant abrogation du droit nazi et Annulation de jugements nazis injustes (de).

#### Justice internationale
Le procès des Juges (officiellement The United States of America vs. Josef Altstötter, et al.) a été le troisième des douze procès pour crimes de guerre organisé par les autorités américaines dans leur zone d'occupation en Allemagne, à Nuremberg, après la fin de la Seconde Guerre mondiale.
Dans ce procès, les accusés étaient seize juristes et avocats allemands. Neuf avaient été fonctionnaires du Reich au ministère de la Justice, d'autres étaient procureurs et juges de tribunaux spéciaux et tribunaux populaires du Troisième Reich. Ils étaient notamment tenus pour responsables de la mise en œuvre et la promotion de la « pureté raciale » nazie par le biais d'un programme d'eugénisme et de lois raciales.

#### Justice de la zone britannique
Voir Oberster Gerichtshof für die Britische Zone (de).

#### Justice de la RFA
Selon Jörg Friedrich, la majorité des procès contre des juges nazis  devant des tribunaux de la République fédérale allemande pour prévarication s'est soldée par des acquittements.

#### Travail de mémoire
Voir Ungesühnte Nazijustiz (de).

### Continuités
Après la guerre, le droit nazi a continué à produire des effets à travers des normes restées en place, des institutions inchangées et des professionnels nazis du droit restés en fonction,.

#### Droit privé allemand
Après la guerre, un certain nombre de normes du droit nazi ont continué à être appliquées dans les faits par les tribunaux,. Cette situation a créé de nombreuses complexités dans la jurisprudence.

#### Droit pénal allemand
Selon Kai Ambos (en), la justice pénale nazie exerce encore aujourd'hui une influence déterminante sur les pratiques des tribunaux allemands.

#### Droit européen
Selon Christian Joerges (de) et Navraj Singh, le droit nazi a exercé une influence non négligeable sur la formation du droit européen.

### Débats philosophiques
« Inutile d'ajouter que le fatras juridique qui en résulta, loin d'être seulement un symptôme de pédanterie ou de perfectionnisme, servit de la façon la plus efficace à donner une apparence de légalité à toute l'affaire. »

— Hannah Arendt, Eichmann à Jérusalem
Le droit nazi a donné lieu, dans l'après-guerre, à des débats et des réflexions sur l'injustice du droit, notamment autour de la formule de Radbruch. Hannah Arendt a aussi réfléchi sur le rôle du droit dans le régime nazi. Progressivement, vers le tournant du XXIe siècle, de plus en plus d'auteurs ont considéré que l'ordre judiciaire et administratif nazi n'aurait rien à voir avec le vrai droit mais serait plutôt une anomie monstrueuse et exceptionnelle. Selon Marie Goupy ce déni de la nature juridique du régime nazi – qu'elle met en parallèle avec certaines critiques de l'état d'exception comme défaut seulement ponctuel de l'état de droit – est une tentative malheureuse de trancher le flou entre droit et non-droit. Pour elle, c'est précisément ces relations d'indistinction entre le droit et les autres formes de contrôle et de pouvoir au sein de la société dans son ensemble qui peuvent faire des outils juridiques des armes de domination.
Des débats récurrents ont également été menés sur la question de savoir si le droit nazi avait été caractérisé par des idées plus générales de courants de la dogmatique juridique. Ainsi, la responsabilité des dérives du droit nazi a tantôt été mise sur le dos du positivisme juridique, tantôt sur celui de l'anti-formalisme. Pour Raoni Bielschowski, ce ne sont pas des idéologies qui peuvent expliquer le fonctionnement de la justice sous le régime nazi, mais tout au plus les conditions matérielles d'affaiblissement des procédures de contrôle ds décisions judiciaires.

#### Nazis juristes
- Carl Schmitt
- Ernst Rudolf Huber
- Hans Frank
- Ernst Lautz
- Friedrich Grimm
- Liste des juristes du national-socialisme sur Wikipédia en allemand